# ليا سيرنا
ليا سيرنا (مواليد 31 أكتوبر 1999) هي لاعبة تزلج فني على الجليد فرنسية، فازت ببطولة فرنسا للتزلج الفني في 2021 و2022.

## وصلات خارجية
- ليا سيرنا على موقع الاتحاد الدولي للتزلج (الإنجليزية)
- ليا سيرنا على موقع اللجنة الأولمبية الفرنسية (مؤرشف) (الفرنسية)